# USS Ingraham (DD-111)
USS Ingraham (DD–111) là một tàu khu trục thuộc lớp Wickes của Hải quân Hoa Kỳ trong giai đoạn Chiến tranh Thế giới thứ nhất, sau cải biến thành một tàu rải mìn hạng nhẹ với ký hiệu lườn DM-9. Nó là chiếc tàu chiến đầu tiên của Hải quân Hoa Kỳ được đặt tên theo Đại tá Hải quân Duncan Nathaniel Ingraham (1802-1891).

## Thiết kế và chế tạo
Ingraham được đặt lườn vào ngày 12 tháng 1 năm 1918 tại xưởng tàu của hãng Union Iron Works ở San Francisco, California. Nó được hạ thủy vào ngày 4 tháng 7 năm 1918, được đỡ đầu bởi bà Alfred S. Gann, và được đưa ra hoạt động vào ngày 15 tháng 5 năm 1919 dưới quyền chỉ huy của Hạm trưởng, Trung tá Hải quân D. L. Le Breton.

## Lịch sử hoạt động
Ingraham khởi hành vào ngày 20 tháng 5 cho chuyến đi chạy thử máy, băng qua kênh đào Panama và đi đến Newport, Rhode Island vào ngày 6 tháng 6. Sau khi được sửa chữa tại New York, nó lên đường cho một lượt phục vụ tại vùng biển Châu Âu. Đang khi viếng thăm Ostend, Bỉ vào ngày 22 tháng 9, nó đã đưa Vua và Hoàng hậu Bỉ đến Calais, Pháp. Chiếc tàu khu trục quay trở về San Diego vào ngày 8 tháng 1 năm 1920, ngang qua New York và vùng kênh đào, để bắt đầu được cải biến thành một tàu rải mìn hạng nhẹ.
Được xếp lại lớp với ký hiệu lườn mới DM-9, Ingraham bắt đầu các cuộc thực tập rải mìn vào tháng 1 năm 1921 dọc theo bờ biển California trước khi rời Mare Island vào ngày 7 tháng 6. Nó đi đến Trân Châu Cảng vào ngày 18 tháng 6, tham gia các hoạt động tại đây cho đến khi được cho ngừng hoạt động tại Trân Châu Cảng vào ngày 29 tháng 6 năm 1922. Tên nó được rút khỏi danh sách Đăng bạ Hải quân vào ngày 1 tháng 12 năm 1936, và nó bị bán để tháo dỡ sau đó.